# Dune (film, 2021)
Dune (även känd som Dune: Part One) är en amerikansk science fictionfilm från 2021, regisserad av Denis Villeneuve och skriven av Villeneuve, Eric Roth och Jon Spaihts. Filmen är baserad på boken Arrakis – ökenplaneten (Dune), av Frank Herbert. Den är tänkt att vara första delen av två filmer.
Filmen har beskrivits som ett drömprojekt av Villeneuve, som är ett stort fan av boken. Han har sagt att hans tidigare science-fiction-filmer Arrival och Blade Runner 2049 har varit förberedelser inför hans filmatisering av Dune, och han har även kallat projektet för det överlägset svåraste han gjort i sitt liv.
Filmen hade svensk biopremiär 15 september 2021, och har i överlag fått positiva recensioner från kritikerna.
Filmen har ett betyg på 8,2 på IMDb och är rankad 165 (december 2021) på sajtens lista över de 250 bästa filmerna någonsin.
Med sina sex Oscarvinster, för bl.a. bästa filmmusik, bästa foto och bästa specialeffekter, blev Dune den stora vinnaren på Oscarsgalan 2022 där den även nominerades för bästa film.

## Handling
Dune handlar om Paul Atreides, som måste resa till den farliga planeten Arrakis för att säkra sin familjs och sitt folks framtid. Ett gäng skurkar, ledda av den ondskefulla Baron Harkonnen, kastas in i konflikten i jakt på planetens mest värdefulla råvara, ett ämne som kan låsa upp människans fulla potential. På andra sidan finns urinvånarna som kallas Fremen, som leds av Stilgar och krigaren Chani.

## Rollista (i urval)
- Timothée Chalamet – Paul Atreides
- Rebecca Ferguson – Lady Jessica
- Oscar Isaac – Leto Atreides
- Josh Brolin – Gurney Halleck
- Stellan Skarsgård – Baron Vladimir Harkonnen
- Dave Bautista – Glossu Rabban
- Stephen McKinley Henderson – Thufir Hawat
- Zendaya – Chani
- David Dastmalchian – Piter De Vries
- Chang Chen – Wellington Yueh
- Sharon Duncan-Brewster – Dr. Liet-Kynes
- Charlotte Rampling – Gaius Helen Mohiam
- Jason Momoa – Duncan Idaho
- Javier Bardem – Stilgar
- Babs Olusanmokun – Jamis
- Golda Rosheuvel – Shadout Mapes
- Benjamin Clementine –  Herald of the Change

## Produktion

### Förproduktion

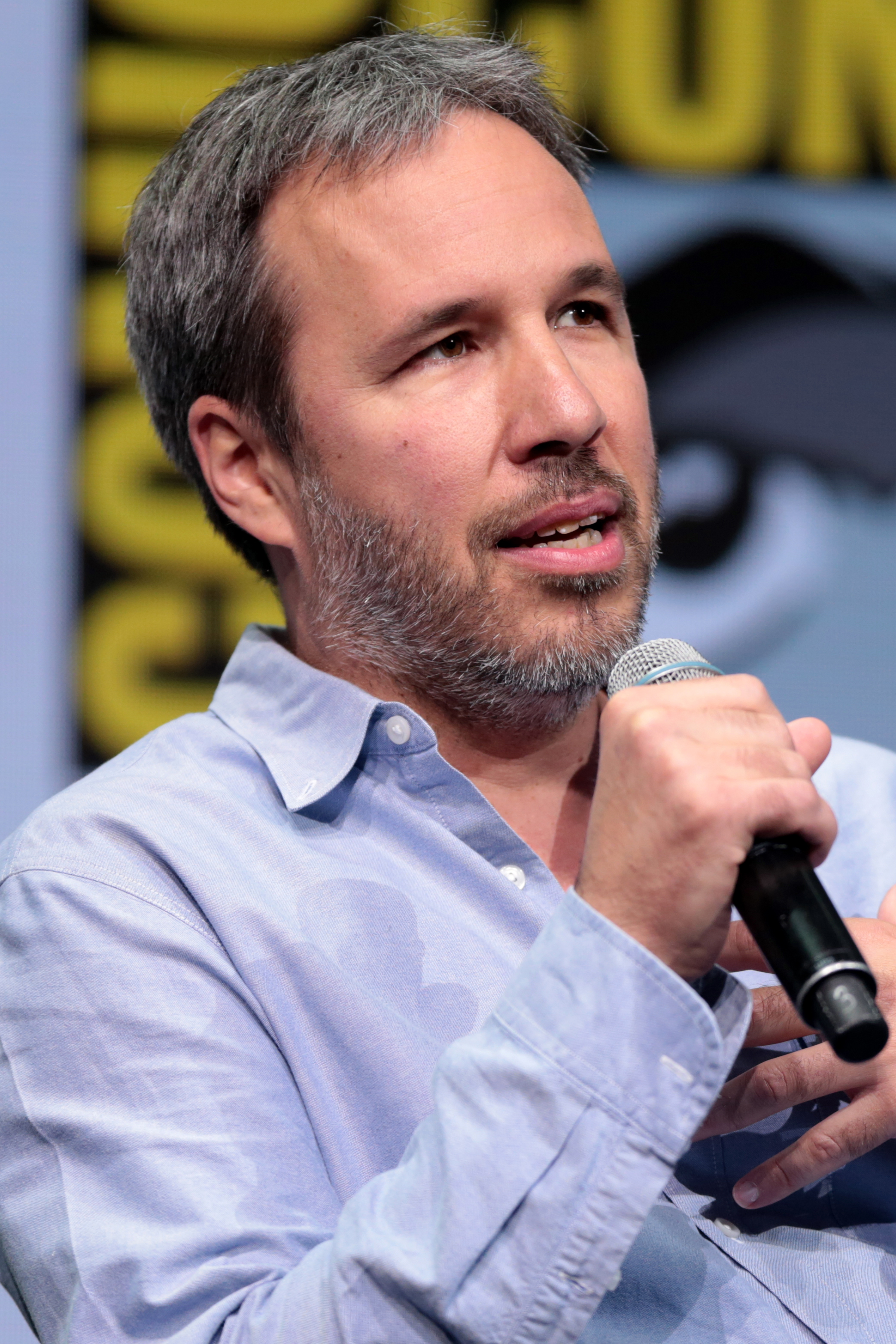
Regissören Denis Villeneuve.

Denis Villeneuve uttryckte en önskan redan 2016 att göra en egen version av Dune. I en intervju med Variety sa han att "en gammal dröm jag har är att göra en adaption av "Dune", men det är en lång process att få rättigheterna till det, och jag tror inte att jag kommer lyckas." I februari 2017 bekräftade dock Brian Herbert, son till författaren Frank Herbert, i ett Twitter-inlägg att Villeneuve blivit anlitad av Legendary Pictures att regissera en ny filmversion av boken. I april samma år bekräftades att Eric Roth anlitats att skriva filmens manus. I juli 2018 rollsattes de första skådespelarna i filmen.
I en intervju med Empire berättade Villeneuve att han och hans team ägnade ett helt år åt att hitta den rätta designen till sandmaskarna, de mest ikoniska varelserna i boken. "Vi pratade om varje liten detalj som skulle göra ett sådant odjur möjligt, från hudens struktur, till hur munnen öppnas, till systemet för att äta dess mat i sanden", sa han. "Det var ett års arbete att designa och att hitta den perfekta formen som såg tillräckligt förhistorisk ut."

### Inspelning
Inspelningen startades den 18 mars 2019. Den ägde rum i Budapest, Ungern, och följdes av en längre tid i Jordanien. De scener som utspelar sig på planeten Caladan spelades in i Stad i Norge och vissa ökenscener spelades in i Abu Dhabi, Förenade Arabemiraten. Inspelningen avslutades i juli 2019. Nya scener spelades dock in i Budapest i augusti 2020.
I en intervju berättade Stellan Skarsgård att han satt över 100 timmar i sminkstolen för att bli baron Vladimir Harkonnen, under de 10 dagar han filmade. Sminkningen av honom sköttes av de svenska maskörerna Love Larson och Eva von Bahr. Under sminket bar Skarsgård en 40 kg tung tjockdräkt med inbyggt kylsystem. Villeneuve beskrev baronen som en "noshörning i mänsklig form".

### Musik
Kompositören Hans Zimmer tackade nej till att komponera musiken till Christopher Nolans spionthriller Tenet, för att istället arbeta på musiken till Dune, eftersom han är en stor beundrare av boken av Frank Herbert.
För filmens första trailer, som släpptes i september 2020, arrangerade Zimmer en cover av Pink Floyds sång Eclipse, med hjälp av en Los Angeles-baserad kör. På grund av Covid-19 arbetade Zimmer på distans via Facetime, med fyra körsångare i taget under inspelningen.
Hans Zimmer har komponerat tre olika musikalbum relaterat till Dune, producerade av WaterTower Music. Den 3 september 2021 släpptes The Dune Sketchbook, som innehåller "förlängda, fördjupade musikaliska utforskningar" av verken i filmen. Den 17 september släpptes Dune (Original Motion Picture Soundtrack), med originalmusik från filmen. Det tredje albumet, The Art and Soul of Dune, innehåller originalmusik som hör till konstboken, skriven av en av filmens exekutiva producent Tanya Lapointe, och planeras att släppas 22 oktober. Detta var första gången som Zimmer hade komponerat musik till en bok.
I en intervju med The Hollywood Reporter berättade Zimmer att ljudet i hans musik till filmen främst är inspirerat av kvinnliga röster. "Denis och jag var överens om att de kvinnliga karaktärerna i filmen driver historien", sa han. ”Så musiken baseras på främst kvinnliga röster. Vi utvecklade vårt eget språk. Musikaliteten är extraordinär, och det här är inte din vanliga filmmusik.”

### Lansering
Filmen hade premiär den 3 september 2021 på filmfestivalen i Venedig. Den planerades från början ha premiär 20 november 2020, men flyttade senare fram sitt premiärdatum till 18 december, på grund av Covid-19. I oktober 2020 kom beskedet att premiären flyttats fram till hösten 2021. Den hade amerikansk premiär den 22 oktober och fanns tillgänglig bland det amerikanska utbudet på HBO Max i 31 dagar efter premiären. I Sverige hade filmen biopremiär 15 september och hade streamingpremiär på svenska HBO Max 1 november.
I december 2020 gick Warner Bros. ut med nyheten att Dune kommer även att släppas på streaming-tjänsten HBO Max på premiärdagen och finnas tillgänglig där för amerikansk publik i 31 dagar. Detta beslut kritiserades hårt från flera håll, bl.a. från filmbolaget Legendary Pictures, som stått för 75 % av filmens finansiering, och som hotat med att stämma Warner Bros. för detta beslut. Även Denis Villeneuve kritiserade beslutet, och förklarade i en artikel i Variety att "Dune tveklöst är den bästa film jag någonsin gjort. Mitt team och jag har lagt mer än tre år av våra liv för att skapa en unik bioupplevelse. Vår films bild och ljud var skräddarsytt för att bli sedd på biografer."

## Mottagande

### Kritik
Vid filmens premiär i Venedig mottogs Dune med stående ovationer som varade i omkring 7 minuter. Av kritikerna fick den ett blandat mottagande. The Independent, The Guardian, Empire och Moviezine gav filmen toppbetyg och hyllade den bl.a. för dess episka skala, visuella effekter, skådespelare och Hans Zimmers musik. The Independent kallade filmen för "denna generations Sagan om ringen".
Filmen fick ett sämre mottagande från bl.a. Indiewire, som kallade filmen för en "enorm besvikelse" och kritiserade den för dess manus och bristen på action. Variety kritiserade filmen för att fokusera mer på det visuella än på historien, med motiveringen: "Dune förtjänar fem stjärnor för sitt världsbyggande och ungefär 2,5 för berättandet."
På Metacritic har Dune ett genomsnittsbetyg på 74 av 100, baserat på 66 recensioner. På Rotten Tomatoes har den ett medelbetyg på 83%, baserat på 425 recensioner.

### Utmärkelser
| Filmpris                                             | Datum            | Kategori                                  | Mottagare                                                             | Resultat   | Ref.          |
| ---------------------------------------------------- | ---------------- | ----------------------------------------- | --------------------------------------------------------------------- | ---------- | ------------- |
| Hollywood Music in Media Awards                      | 17 november 2021 | Bästa filmmusik i en Sci-Fi-/Fantasy-film | Hans Zimmer                                                           | Vann       | [ 38 ]        |
| National Board of Review                             | 3 december 2021  | Årets topp-10 bästa filmer                | Dune                                                                  | Vann       | [ 39 ]        |
| Sunset Circle Awards                                 | 3 december 2021  | Bästa film                                | Dune                                                                  | Vann       | [ 40 ]        |
| Sunset Circle Awards                                 | 3 december 2021  | Bästa regissör                            | Denis Villeneuve                                                      | Vann       | [ 40 ]        |
| Sunset Circle Awards                                 | 3 december 2021  | Bästa kvinnliga biroll                    | Rebecca Ferguson                                                      | Nominerad  | [ 40 ]        |
| Sunset Circle Awards                                 | 3 december 2021  | Bästa foto                                | Greig Fraser                                                          | Vann       | [ 40 ]        |
| Sunset Circle Awards                                 | 3 december 2021  | Bästa ensemble                            | Dune                                                                  | Vann       | [ 40 ]        |
| Sunset Circle Awards                                 | 3 december 2021  | Bästa "scene stealer"                     | Sharon Duncan-Brewster                                                | Vann       | [ 40 ]        |
| Sunset Circle Awards                                 | 3 december 2021  | Bästa filmmusik                           | Hans Zimmer                                                           | Vann       | [ 40 ]        |
| Washington D.C. Area Film Critics Association Awards | 6 december 2021  | Bästa regissör                            | Denis Villeneuve                                                      | Nominerad  | [ 41 ]        |
| Washington D.C. Area Film Critics Association Awards | 6 december 2021  | Bästa manus efter förlaga                 | Jon Spaihts, Denis Villeneuve och Eric Roth                           | Nominerad  | [ 41 ]        |
| Washington D.C. Area Film Critics Association Awards | 6 december 2021  | Bästa foto                                | Greig Fraser                                                          | Vann       | [ 41 ]        |
| Washington D.C. Area Film Critics Association Awards | 6 december 2021  | Bästa scenografi                          | Patrice Vermette, Richard Roberts och Zsuzsanna Sipos                 | Vann       | [ 41 ]        |
| Washington D.C. Area Film Critics Association Awards | 6 december 2021  | Bästa klippning                           | Joe Walker                                                            | Nominerad  | [ 41 ]        |
| Washington D.C. Area Film Critics Association Awards | 6 december 2021  | Bästa filmmusik                           | Hans Zimmer                                                           | Vann       | [ 41 ]        |
| People's Choice Awards                               | 7 december 2021  | Bästa film                                | Dune                                                                  | Nominerad  | [ 42 ] [ 43 ] |
| People's Choice Awards                               | 7 december 2021  | Bästa drama                               | Dune                                                                  | Nominerad  | [ 42 ] [ 43 ] |
| People's Choice Awards                               | 7 december 2021  | Bästa dramatiska filmstjärna              | Timothée Chalamet                                                     | Nominerad  | [ 42 ] [ 43 ] |
| People's Choice Awards                               | 7 december 2021  | Bästa dramatiska filmstjärna              | Jason Momoa                                                           | Nominerad  | [ 42 ] [ 43 ] |
| AFI Award                                            | 8 december 2021  | Årets topp-10 bästa filmer                | Dune                                                                  | Vann       | [ 44 ]        |
| Boston Online Film Critics Association               | 11 december 2021 | Årets topp-10 bästa filmer                | Dune                                                                  | Vann       | [ 45 ]        |
| Boston Online Film Critics Association               | 11 december 2021 | Bästa klippning                           | Joe Walker                                                            | Nominerad  | [ 45 ]        |
| Boston Online Film Critics Association               | 11 december 2021 | Bästa filmmusik                           | Hans Zimmer                                                           | Vann       | [ 45 ]        |
| Phoenix Film Critics Society                         | 13 december 2021 | Årets topp-10 bästa filmer                | Dune                                                                  | Vann       | [ 46 ]        |
| Phoenix Film Critics Society                         | 13 december 2021 | Bästa klippning                           | Joe Walker                                                            | Nominerad  | [ 46 ]        |
| Phoenix Film Critics Society                         | 13 december 2021 | Bästa foto                                | Greig Fraser                                                          | Vann       | [ 46 ]        |
| Phoenix Film Critics Society                         | 13 december 2021 | Bästa filmmusik                           | Hans Zimmer                                                           | Vann       | [ 46 ]        |
| Phoenix Film Critics Society                         | 13 december 2021 | Bästa kostym                              | Jacqueline West och Bob Morgan                                        | Vann       | [ 46 ]        |
| Phoenix Film Critics Society                         | 13 december 2021 | Bästa visuella effekter                   | Dune                                                                  | Vann       | [ 46 ]        |
| Las Vegas Film Critics Society                       | 13 december 2021 | Topp-10 bästa filmer                      | Dune                                                                  | Vann       | [ 47 ] [ 48 ] |
| Las Vegas Film Critics Society                       | 13 december 2021 | Bästa regissör                            | Denis Villeneuve                                                      | Nominerad  | [ 47 ] [ 48 ] |
| Las Vegas Film Critics Society                       | 13 december 2021 | Bästa manus efter förlaga                 | Dune                                                                  | Nominerad  | [ 47 ] [ 48 ] |
| Las Vegas Film Critics Society                       | 13 december 2021 | Bästa foto                                | Greig Fraser                                                          | Nominerad  | [ 47 ] [ 48 ] |
| Las Vegas Film Critics Society                       | 13 december 2021 | Bästa klippning                           | Joe Walker                                                            | Nominerad  | [ 47 ] [ 48 ] |
| Las Vegas Film Critics Society                       | 13 december 2021 | Bästa filmmusik                           | Hans Zimmer                                                           | Nominerad  | [ 47 ] [ 48 ] |
| Las Vegas Film Critics Society                       | 13 december 2021 | Bästa klippning                           | Joe Walker                                                            | Nominerad  | [ 47 ] [ 48 ] |
| Las Vegas Film Critics Society                       | 13 december 2021 | Bästa kostym                              | Jacqueline West och Bob Morgan                                        | Nominerad  | [ 47 ] [ 48 ] |
| Las Vegas Film Critics Society                       | 13 december 2021 | Bästa scenografi                          | Patrice Vermette                                                      | Nominerad  | [ 47 ] [ 48 ] |
| Las Vegas Film Critics Society                       | 13 december 2021 | Bästa visuella effekter                   | Dune                                                                  | Vann       | [ 47 ] [ 48 ] |
| Las Vegas Film Critics Society                       | 13 december 2021 | Bästa skräck-/sci fi-film                 | Dune                                                                  | Vann       | [ 47 ] [ 48 ] |
| Chicago Film Critics Association                     | 15 december 2021 | Bästa scenografi                          | Patrice Vermette                                                      | Nominerad  | [ 49 ]        |
| Chicago Film Critics Association                     | 15 december 2021 | Bästa klippning                           | Joe Walker                                                            | Nominerad  | [ 49 ]        |
| Chicago Film Critics Association                     | 15 december 2021 | Bästa foto                                | Greig Fraser                                                          | Nominerad  | [ 49 ]        |
| Chicago Film Critics Association                     | 15 december 2021 | Bästa filmmusik                           | Hans Zimmer                                                           | Nominerad  | [ 49 ]        |
| Chicago Film Critics Association                     | 15 december 2021 | Bästa kostym                              | Jacqueline West och Bob Morgan                                        | Nominerad  | [ 49 ]        |
| Chicago Film Critics Association                     | 15 december 2021 | Bästa visuella effekter                   | Dune                                                                  | Vann       | [ 49 ]        |
| North Texas Critics Film Critics Association         | 22 december 2021 | Bästa film                                | ’’Dune’’                                                              | Nominerad  | [ 50 ]        |
| North Texas Critics Film Critics Association         | 22 december 2021 | Bästa regi                                | Denis Villeneuve                                                      | Vann       | [ 50 ]        |
| North Texas Critics Film Critics Association         | 22 december 2021 | Bästa foto                                | Greig Fraser                                                          | Vann       | [ 50 ]        |
| DiscussingFilm Critics Awards                        | 4 januari 2022   | Bästa film                                | Dune                                                                  | Andraplats | [ 51 ] [ 52 ] |
| DiscussingFilm Critics Awards                        | 4 januari 2022   | Bästa regi                                | Denis Villeneuve                                                      | Nominerad  | [ 51 ] [ 52 ] |
| DiscussingFilm Critics Awards                        | 4 januari 2022   | Bästa manus efter förlaga                 | Jon Spaihts, Denis Villeneuve och Eric Roth                           | Andraplats | [ 51 ] [ 52 ] |
| DiscussingFilm Critics Awards                        | 4 januari 2022   | Bästa foto                                | Greig Fraser                                                          | Nominerad  | [ 51 ] [ 52 ] |
| DiscussingFilm Critics Awards                        | 4 januari 2022   | Bästa filmmusik                           | Hans Zimmer                                                           | Vann       | [ 51 ] [ 52 ] |
| DiscussingFilm Critics Awards                        | 4 januari 2022   | Bästa kostym                              | Jacqueline West och Bob Morgan                                        | Nominerad  | [ 51 ] [ 52 ] |
| DiscussingFilm Critics Awards                        | 4 januari 2022   | Bästa scenografi                          | Patrice Vermette                                                      | Andraplats | [ 51 ] [ 52 ] |
| DiscussingFilm Critics Awards                        | 4 januari 2022   | Bästa klippning                           | Joe Walker                                                            | Andraplats | [ 51 ] [ 52 ] |
| DiscussingFilm Critics Awards                        | 4 januari 2022   | Bästa ljud                                | Dune                                                                  | Vann       | [ 51 ] [ 52 ] |
| DiscussingFilm Critics Awards                        | 4 januari 2022   | Bästa visuella effekter                   | Dune                                                                  | Vann       | [ 51 ] [ 52 ] |
| Golden Globe Award                                   | 9 januari 2022   | Bästa dramafilm                           | Dune                                                                  | Nominerad  | [ 53 ] [ 54 ] |
| Golden Globe Award                                   | 9 januari 2022   | Bästa regi                                | Denis Villeneuve                                                      | Nominerad  | [ 53 ] [ 54 ] |
| Golden Globe Award                                   | 9 januari 2022   | Bästa filmmusik                           | Hans Zimmer                                                           | Vann       | [ 53 ] [ 54 ] |
| Hollywood Critics Association                        | 28 februari 2022 | Bästa film                                | Dune                                                                  | Nominerad  | [ 55 ]        |
| Hollywood Critics Association                        | 28 februari 2022 | Bästa regissör                            | Denis Villeneuve                                                      | Vann       | [ 55 ]        |
| Hollywood Critics Association                        | 28 februari 2022 | Bästa smink                               | Donald Mowat, Eva von Bahr och Love Larson                            | Nominerad  | [ 55 ]        |
| Hollywood Critics Association                        | 28 februari 2022 | Bästa foto                                | Greig Fraser                                                          | Vann       | [ 55 ]        |
| Hollywood Critics Association                        | 28 februari 2022 | Bästa klippning                           | Joe Walker                                                            | Nominerad  | [ 55 ]        |
| Hollywood Critics Association                        | 28 februari 2022 | Bästa scenografi                          | Patrice Vermette, Richard Roberts och Zsuzsanna Sipos                 | Nominerad  | [ 55 ]        |
| Hollywood Critics Association                        | 28 februari 2022 | Bästa kostym                              | Jacqueline West                                                       | Nominerad  | [ 55 ]        |
| Hollywood Critics Association                        | 28 februari 2022 | Bästa filmmusik                           | Hans Zimmer                                                           | Vann       | [ 55 ]        |
| Hollywood Critics Association                        | 28 februari 2022 | Bästa stunts                              | Dune                                                                  | Nominerad  | [ 55 ]        |
| Hollywood Critics Association                        | 28 februari 2022 | Bästa visuella effekter                   | Paul Lambert, Tristan Myles, Brian Connor och Gerd Nefzer             | Vann       | [ 55 ]        |
| Critics' Choice Movie Awards                         | 13 mars 2022     | Bästa film                                | Dune                                                                  | Nominerad  | [ 56 ]        |
| Critics' Choice Movie Awards                         | 13 mars 2022     | Bästa regi                                | Denis Villeneuve                                                      | Nominerad  | [ 56 ]        |
| Critics' Choice Movie Awards                         | 13 mars 2022     | Bästa manus efter förlaga                 | Jon Spaihts, Denis Villeneuve och Eric Roth                           | Nominerad  | [ 56 ]        |
| Critics' Choice Movie Awards                         | 13 mars 2022     | Bästa foto                                | Greig Fraser                                                          | Nominerad  | [ 56 ]        |
| Critics' Choice Movie Awards                         | 13 mars 2022     | Bästa scenografi                          | Patrice Vermette                                                      | Vann       | [ 56 ]        |
| Critics' Choice Movie Awards                         | 13 mars 2022     | Bästa klippning                           | Joe Walker                                                            | Nominerad  | [ 56 ]        |
| Critics' Choice Movie Awards                         | 13 mars 2022     | Bästa kostym                              | Jacqueline West och Bob Morgan                                        | Nominerad  | [ 56 ]        |
| Critics' Choice Movie Awards                         | 13 mars 2022     | Bästa smink                               | Dune                                                                  | Nominerad  | [ 56 ]        |
| Critics' Choice Movie Awards                         | 13 mars 2022     | Bästa visuella effekter                   | Dune                                                                  | Vann       | [ 56 ]        |
| Critics' Choice Movie Awards                         | 13 mars 2022     | Bästa filmmusik                           | Hans Zimmer                                                           | Vann       | [ 56 ]        |
| Oscar                                                | 27 mars 2022     | Bästa film                                | Mary Parent, Denis Villeneuve och Cale Boyter                         | Nominerad  |               |
| Oscar                                                | 27 mars 2022     | Bästa manus efter förlaga                 | Eric Roth, Jon Spaihts och Denis Villeneuve                           | Nominerad  |               |
| Oscar                                                | 27 mars 2022     | Bästa filmmusik                           | Hans Zimmer                                                           | Vann       |               |
| Oscar                                                | 27 mars 2022     | Bästa kostym                              | Jacqueline West och Robert Morgan                                     | Nominerad  |               |
| Oscar                                                | 27 mars 2022     | Bästa ljud                                | Mac Ruth, Mark Mangini, Theo Green, Doug Hemphill och Ron Bartlett    | Vann       |               |
| Oscar                                                | 27 mars 2022     | Bästa klippning                           | Joe Walker                                                            | Vann       |               |
| Oscar                                                | 27 mars 2022     | Bästa smink                               | Donald Mowat, Love Larson och Eva von Bahr                            | Nominerad  |               |
| Oscar                                                | 27 mars 2022     | Bästa foto                                | Greig Fraser                                                          | Vann       |               |
| Oscar                                                | 27 mars 2022     | Bästa scenografi                          | Patrice Vermette och Zsuzsanna Sipos                                  | Vann       |               |
| Oscar                                                | 27 mars 2022     | Bästa specialeffekter                     | Paul Lambert, Tristan Myles, Brian Connor och Gerd Nefzer             | Vann       |               |
| Satellite Awards                                     | 2 april 2022     | Bästa film - drama                        | Dune                                                                  | Nominerad  | [ 57 ]        |
| Satellite Awards                                     | 2 april 2022     | Bästa regissör                            | Denis Villeneuve                                                      | Nominerad  | [ 57 ]        |
| Satellite Awards                                     | 2 april 2022     | Bästa manus efter förlaga                 | Jon Spaihts, Denis Villeneuve och Eric Roth                           | Nominerad  | [ 57 ]        |
| Satellite Awards                                     | 2 april 2022     | Bästa foto                                | Greig Fraser                                                          | Vann       | [ 57 ]        |
| Satellite Awards                                     | 2 april 2022     | Bästa klippning                           | Joe Walker                                                            | Vann       | [ 57 ]        |
| Satellite Awards                                     | 2 april 2022     | Bästa scenografi                          | Patrice Vermette, Richard Roberts och Zsuzsanna Sipos                 | Nominerad  | [ 57 ]        |
| Satellite Awards                                     | 2 april 2022     | Bästa kostym                              | Jacqueline West                                                       | Nominerad  | [ 57 ]        |
| Satellite Awards                                     | 2 april 2022     | Bästa filmmusik                           | Hans Zimmer                                                           | Vann       | [ 57 ]        |
| Satellite Awards                                     | 2 april 2022     | Bästa ljud                                | Mac Ruth, Mark A. Mangini, Theo Green, Doug Hemphill och Ron Bartlett | Nominerad  | [ 57 ]        |
| Satellite Awards                                     | 2 april 2022     | Bästa visuella effekter                   | Paul Lambert, Tristan Myles, Brian Connor och Gerd Nefzer             | Vann       | [ 57 ]        |
| Grammy Awards                                        | 3 april 2022     | Bästa filmmusik                           | Hans Zimmer                                                           | Nominerad  | [ 58 ]        |

## Uppföljare

### Dune: Part 2(2024)
I en intervju med Vanity Fair berättade Villeneuve att filmatiseringen av Dune kommer att vara uppdelad i två filmer, och att denna film bara kommer att täcka första halvan av boken. "Jag hade inte gått med på att göra den här filmatiseringen av boken i en enda film", sa han. "Världen är för komplex. Det är en värld där styrkorna ligger i detaljerna." I en intervju med Total Film sa han att "det finns inget som heter ’Dune 1’ och ’Dune 2’. Det är ’Dune: Part 1’ och ’Dune: Part 2’."
Han ville från början filma Dune: Part 2 samtidigt som denna film, men av olika anledningar blev han nekad till att göra detta av Warner Bros. Filmbolaget ville devis först försäkra sig om att första delen blev en finansiell framgång, innan klartecken gavs åt Villeneuve att spela in Dune: Part 2.
Innan filmens USA-premiär var det många som spekulerade kring om en uppföljare skulle göras eller inte.
Villeneuve hade sedan tidigare uttalat sig optimistiskt om chanserna att få göra Dune: Part 2. Till Total Film sa han att alla på Warner Bros. och Legendary Pictures stöttar projektet och tillade att "det skulle krävas ett riktigt dåligt resultat på intäkterna för att inte göra Dune: Part 2, därför att de älskar filmen". VD:n för Warner Bros. Ann Sarnoff sa i en intervju med Deadline: "Kommer vi att få en uppföljare till Dune? Om du ser på filmen så ser du hur den slutar. Jag tror du i stort sett vet svaret på frågan." Senare la hon till att "historien i sig bygger upp inför en uppföljare. Produktionen är så fantastisk och berättandet är så övertygande att det inte kommer att bedömas enbart på biljettkassan."
I augusti 2021 rapporterades det att Villeneuve, tillsammans med manusförfattaren Jon Spaihts, höll på att skriva ett manus till andra filmen.
En vecka efter att filmen haft premiär i USA kom det officiella uttalandet den 26 oktober 2021 från Legendary Pictures att Dune: Part 2 fått klartecken.  Inspelningen påbörjades den 21 juli 2022, och filmen planeras ha premiär den 15 mars 2024.

### Dune: Messiah
Villeneuve har även visat intresse att filmatisera andra boken i Frank Herberts Dune-serie, Ökenplanetens Messias (Dune Messiah), för att fullfölja Paul Atreides berättelse. I en intervju med Entertainment Weekly sa han att "jag har alltid tänkt mig tre filmer. Det är inte så att jag vill skapa en franchise, men det här är Dune, och Dune är en enorm berättelse. För att göra den rättvisa krävs minst tre filmer. Det vore drömmen."

### Dune: The Sisterhood
En spin-off-serie med titeln Dune: The Sisterhood är planerad att släppas i framtiden på HBO Max. Serien kommer att utspela sig före händelserna i filmen Dune och fokusera på den mystiska grupp av kvinnor som kallas för Bene Gesserit. Från början var det tänkt att Denis Villeneuve skulle regissera hela serien och Jon Spaihts skulle skriva manuset. I november 2019 hoppade Spaihts av projektet för att istället fokusera på manuset till Dune: Part 2, och Villeneuve är bekräftad att regissera seriens pilotavsnitt. Både Villeneuve och Spaihts är i nuläget verksamma som exekutiva producenter för serien, och dess nuvarande showrunner är Diane Ademu-John.